# Leonardo Moreno
Leonardo Fabio Moreno Cortés (ur. 2 listopada 1973 w Cali) – były kolumbijski piłkarz występujący najczęściej na pozycji napastnika.

## Osiągnięcia

### América Cali
- Zwycięstwo
  - Categoría Primera A: 1997

### Indywidualne
- Król strzelców Categoría Primera A: Finalización 2004